# Hemileius hierrensis
Hemileius hierrensis är en kvalsterart som beskrevs av Pérez-Íñigo 1984. Hemileius hierrensis ingår i släktet Hemileius och familjen Hemileiidae. Inga underarter finns listade i Catalogue of Life.